# Huberantha cerasoides
Nhọc, hay còn gọi là cây nóc, ran, quần đầu quả tròn, đuôi trâu (danh pháp khoa học: Huberantha cerasoides) là loài thực vật có hoa thuộc họ Na. Loài này được William Roxburgh miêu tả khoa học đầu tiên năm 1795 dưới danh pháp Uvaria cerasoides. Năm 1869 Richard Henry Beddome xếp nó trong chi  Polyalthia. Năm 2012, Tanawat Chaowasku và ctv. tách một phần của chi Polyalthia để thành lập chi Hubera và chuyển nó sang chi này. Tuy nhiên, năm 2015 nhóm tác giả đã đổi tên chi thành Huberantha, do Hubera là đồng âm muộn của Huberia DC., 1828 (họ Melastomataceae) nên nó là đồng âm muộn bất hợp lệ (nom. illeg. hom.). Vì thế, danh pháp chính thức hiện nay của loài này là Huberantha cerasoides.

## Phân bố
Loài này phân bố trong khu vực từ đảo Hải Nam qua Đông Dương tới Ấn Độ và Sri Lanka.